# Noors voetbalelftal in 2010
Het Noors voetbalelftal speelde in totaal negen interlands in het jaar 2010, waaronder drie wedstrijden in de kwalificatiereeks voor de EK-eindronde 2012 in Polen en Oekraïne. De selectie stond voor het tweede opeenvolgende jaar onder leiding van bondscoach Egil Olsen. De oudgediende was in het voorafgaande jaar aangetreden als opvolger van de eind 2008  ontslagen Åge Hareide. Twee spelers speelden in 2010 in alle negen duels mee, van de eerste tot en met de laatste minuut: verdediger Brede Hangeland en middenvelder Morten Gamst Pedersen. Dankzij zeven overwinningen in negen duels steeg Noorwegen in 2010 op de FIFA-wereldranglijst van de 32ste (januari 2010) naar de twaalfde plaats (december 2010).

## Balans
| Wedstrijden | Wedstrijden | Wedstrijden | Wedstrijden | Doelpunten | Doelpunten | Doelpunten | Punten |
| Gespeeld    | Winst       | Gelijk      | Verlies     | Voor       | Tegen      | Saldo      | Punten |
| ----------- | ----------- | ----------- | ----------- | ---------- | ---------- | ---------- | ------ |
| 9           | 7           | 0           | 2           | 13         | 8          | +5         | 1.556  |

## Interlands
|                                                              |           |                      |           |                                                                                  |
| 3 maart Vriendschappelijk № 747 «onderlinge duels» 17:00 uur | Slowakije | 0 – 1                | Noorwegen | Štadión pod Dubňom, Žilina Toeschouwers: 9.756 Scheidsrechter: Bas Nijhuis (NED) |
| 3 maart Vriendschappelijk № 747 «onderlinge duels» 17:00 uur |           | 67' Morten Moldskred |           | Štadión pod Dubňom, Žilina Toeschouwers: 9.756 Scheidsrechter: Bas Nijhuis (NED) |

|                                                             |                                                   |       |                   |                                                                                  |
| 29 mei Vriendschappelijk № 748 «onderlinge duels» 15:00 uur | Noorwegen                                         | 2 – 1 | Montenegro        | Ullevaal Stadion, Oslo Toeschouwers: 13.132 Scheidsrechter: Jonas Eriksson (SWE) |
| 29 mei Vriendschappelijk № 748 «onderlinge duels» 15:00 uur | Christian Grindheim 44' Morten Gamst Pedersen 89' |       | 82' Mirko Vučinić | Ullevaal Stadion, Oslo Toeschouwers: 13.132 Scheidsrechter: Jonas Eriksson (SWE) |

|                                                             |           |                    |          |                                                                              |
| 29 mei Vriendschappelijk № 749 «onderlinge duels» 15:00 uur | Noorwegen | 0 – 1              | Oekraïne | Ullevaal Stadion, Oslo Toeschouwers: 10.178 Scheidsrechter: Kevin Blom (NED) |
| 29 mei Vriendschappelijk № 749 «onderlinge duels» 15:00 uur |           | 78' Roman Zozoelja |          | Ullevaal Stadion, Oslo Toeschouwers: 10.178 Scheidsrechter: Kevin Blom (NED) |

|                                                                  |                                       |       |                    |                                                                                  |
| 11 augustus Vriendschappelijk № 750 «onderlinge duels» 21:15 uur | Noorwegen                             | 2 – 1 | Frankrijk          | Ullevaal Stadion, Oslo Toeschouwers: 15.165 Scheidsrechter: Carlos Velasco (ESP) |
| 11 augustus Vriendschappelijk № 750 «onderlinge duels» 21:15 uur | Erik Huseklepp 51' Erik Huseklepp 71' |       | 48' Hatem Ben Arfa | Ullevaal Stadion, Oslo Toeschouwers: 15.165 Scheidsrechter: Carlos Velasco (ESP) |

|                                                                |                     |       |                                             |                                                                                  |
| 3 september EK-kwalificatie № 751 «onderlinge duels» 20:00 uur | IJsland             | 1 – 2 | Noorwegen                                   | Laugardalsvöllur, Reykjavik Toeschouwers: 6.137 Scheidsrechter: Luca Banti (ITA) |
| 3 september EK-kwalificatie № 751 «onderlinge duels» 20:00 uur | Heiðar Helguson 38' |       | 59' Brede Hangeland 75' Mohammed Abdellaoue | Laugardalsvöllur, Reykjavik Toeschouwers: 6.137 Scheidsrechter: Luca Banti (ITA) |

|                                                                |                    |       |          |                                                                                   |
| 7 september EK-kwalificatie № 752 «onderlinge duels» 20:30 uur | Noorwegen          | 1 – 0 | Portugal | Ullevaal Stadion, Oslo Toeschouwers: 24.535 Scheidsrechter: Laurent Duhamel (FRA) |
| 7 september EK-kwalificatie № 752 «onderlinge duels» 20:30 uur | Erik Huseklepp 21' |       |          | Ullevaal Stadion, Oslo Toeschouwers: 24.535 Scheidsrechter: Laurent Duhamel (FRA) |

|                                                              |                   |       |                                   |                                                                                                |
| 8 oktober EK-kwalificatie № 753 «onderlinge duels» 20:00 uur | Cyprus            | 1 – 2 | Noorwegen                         | Antonis Papadopoulos Stadion, Larnaca Toeschouwers: 7.648 Scheidsrechter: Serge Gumienny (BEL) |
| 8 oktober EK-kwalificatie № 753 «onderlinge duels» 20:00 uur | Yiannis Okkas 58' |       | 2' John Arne Riise 42' John Carew | Antonis Papadopoulos Stadion, Larnaca Toeschouwers: 7.648 Scheidsrechter: Serge Gumienny (BEL) |

|                                                                 |                                       |       |                         |                                                                                 |
| 12 oktober Vriendschappelijk № 754 «onderlinge duels» 20:15 uur | Kroatië                               | 2 – 1 | Noorwegen               | Maksimirstadion, Zagreb Toeschouwers: 3.000 Scheidsrechter: Damir Skomina (SLO) |
| 12 oktober Vriendschappelijk № 754 «onderlinge duels» 20:15 uur | Mario Mandžukić 35' Niko Kranjčar 50' |       | 21' Mohammed Abdellaoue | Maksimirstadion, Zagreb Toeschouwers: 3.000 Scheidsrechter: Damir Skomina (SLO) |

|                                                                  |                      |       |                                              |                                                                                     |
| 17 november Vriendschappelijk № 755 «onderlinge duels» 19:45 uur | Ierland              | 1 – 2 | Noorwegen                                    | Aviva Stadium, Dublin Toeschouwers: 25.000 Scheidsrechter: Kristinn Jakobsson (ISL) |
| 17 november Vriendschappelijk № 755 «onderlinge duels» 19:45 uur | Shane Long 5' (pen.) |       | 34' Morten Gamst Pedersen 86' Erik Huseklepp | Aviva Stadium, Dublin Toeschouwers: 25.000 Scheidsrechter: Kristinn Jakobsson (ISL) |

## FIFA-wereldranglijst
| JAN | FEB | MAR | APR | MEI | JUN | JUL | AUG | SEP | OKT | NOV | DEC |
| --- | --- | --- | --- | --- | --- | --- | --- | --- | --- | --- | --- |
| 32  | 32  | 24  | 22  | 22  | 22  | 22  | 22  | 14  | 13  | 12  | 12  |

## Statistieken
| Jon Knudsen           | 1974-11-20 | Stabæk Fotball       | 7 | 0 | 0 | 19 | 0  |
| Rune Jarstein         | 1984-09-29 | Viking FK            | 2 | 0 | 0 | 9  | 0  |
| Espen Bugge Pettersen | 1980-05-10 | Molde FK             | 0 | 2 | 0 | 2  | 0  |
| Verdediging           |            |                      |   |   |   |    |    |
| Brede Hangeland       | 1981-06-20 | Fulham FC            | 9 | 0 | 1 |    |    |
| Kjetil Wæhler         | 1976-03-16 | Aalborg BK           | 8 | 1 | 0 |    |    |
| Tom Høgli             | 1984-02-14 | Tromsø IL            | 8 | 0 | 0 |    |    |
| John Arne Riise       | 1980-09-24 | AS Roma              | 7 | 0 | 1 | 92 | 13 |
| Espen Ruud            | 1984-02-26 | Odense BK            | 2 | 4 | 0 | 7  | 0  |
| Vadim Demidov         | 1985-10-10 | Real Sociedad        | 1 | 4 | 0 |    |    |
| Jon Inge Høiland      | 1977-09-20 | Stabæk Fotball       | 0 | 1 | 0 |    |    |
| Knut Olav Rindarøy    | 1985-07-17 | Deportivo La Coruña  | 0 | 1 | 0 | 2  | 0  |
| Middenveld            |            |                      |   |   |   |    |    |
| Morten Gamst Pedersen | 1981-09-08 | Blackburn Rovers     | 9 | 0 | 2 |    |    |
| Christian Grindheim   | 1983-07-17 | sc Heerenveen        | 8 | 1 | 1 |    |    |
| Henning Hauger        | 1985-07-17 | Stabæk Fotball       | 8 | 1 | 0 | 17 | 0  |
| Bjørn Helge Riise     | 1983-06-21 | Sheffield United     | 6 | 1 | 0 |    |    |
| Ruben Jenssen         | 1988-05-04 | Tromsø IL            | 2 | 3 | 0 | 5  | 0  |
| Petter Vaagan Moen    | 1984-02-05 | Queen's Park Rangers | 2 | 1 | 0 |    |    |
| Daniel Braaten        | 1982-05-25 | Toulouse FC          | 2 | 0 | 0 |    |    |
| Markus Henriksen      | 1992-07-25 | Rosenborg BK         | 1 | 0 | 0 |    |    |
| Jonathan Parr         | 1988-10-21 | Aalesunds FK         | 1 | 0 | 0 | 1  | 0  |
| Per Ciljan Skjelbred  | 1987-06-16 | Rosenborg BK         | 0 | 4 | 0 |    |    |
| Simen Brenne          | 1981-03-17 | Odd Grenland         | 0 | 2 | 0 | 7  | 1  |
| Jan Gunnar Solli      | 1981-04-19 | Brann Bergen         | 0 | 2 | 0 | 40 | 1  |
| Kristofer Hæstad      | 1983-12-09 | Vålerenga IF         | 0 | 1 | 0 |    |    |
| Alexander Tettey      | 1986-04-04 | Stade Rennais        | 0 | 1 | 0 |    |    |
| Aanval                |            |                      |   |   |   |    |    |
| Erik Huseklepp        | 1984-09-05 | AS Bari              | 7 | 2 | 4 | 17 | 5  |
| Mohammed Abdellaoue   | 1985-10-23 | Hannover 96          | 4 | 2 | 2 |    |    |
| John Carew            | 1979-09-05 | Stoke City           | 3 | 1 | 1 |    |    |
| Morten Moldskred      | 1980-06-13 | Rosenborg BK         | 1 | 3 | 1 |    |    |
| Thorstein Helstad     | 1977-04-28 | Le Mans UC           | 1 | 0 | 0 |    |    |
| Steffen Iversen       | 1976-11-10 | Crystal Palace       | 0 | 1 | 0 |    |    |